# Пробота (Сучава)
Пробота (рум. Probota) — село у повіті Сучава в Румунії. Адміністративно підпорядковане місту Долхаска.
Село розташоване на відстані 329 км на північ від Бухареста, 41 км на південний схід від Сучави, 76 км на захід від Ясс.

## Населення
За даними перепису населення 2002 року у селі проживали 1913 осіб, усі — румуни. Усі жителі села рідною мовою назвали румунську.